# Mickaël Gelabale
Mickaël Gelabale, né le 22 mai 1983 à Pointe-Noire en Guadeloupe, est un joueur international français de basket-ball évoluant au poste d'ailier et ailier fort.
Ancien joueur international français, il compte cinq médailles internationales avec l'équipe de France. Le bronze lors du Championnat d'Europe 2005, l'argent lors de l'édition 2011, l'or lors de l'édition 2013, le bronze remporté lors de la Coupe du monde 2014 en Espagne ainsi que le bronze lors du Championnat d'Europe 2015 en France.

## Biographie
Il commence le basket-ball à six ans grâce à sa sœur et son frère.
Allier versatile de grande taille (2,01 m pour 97,5 kg), sa vitesse d'exécution et son profil complet en attaque comme en défense en font un joueur clé au sein de l'équipe de France.
Il commence sa carrière en Pro A en 2002 et sa première sélection en équipe de France a lieu le 16 août 2005 contre la Belgique (74-56). Il réalise 10 points et 9 rebonds.
En juillet 2006, il rejoint les SuperSonics de Seattle (où il porte le 15) pour un contrat de deux ans (1,25 million d'euros), moyennant 546 000 € d'indemnités au Real Madrid (dont 156 000 € de la poche du joueur). Cela fait ainsi de lui le deuxième joueur français à évoluer dans ce club, après Johan Petro. Le 29 janvier 2007, les SuperSonics de Seattle l'envoient en NBDL au Stampede de l'Idaho mais il est rappelé peu après par son équipe.
Il se blesse sévèrement en fin de saison. Son absence est alors évaluée à au moins six mois et pour cette raison son avenir en NBA s'inscrit en pointillé étant donné qu'il est agent libre non restrictif cet été.
Le 29 mars 2009, il rejoue à nouveau six matchs avec les D-Fenders de Los Angeles en NBDL, un an après sa blessure, dans l'optique de pouvoir réintégrer à terme une franchise NBA.
Pendant l'été Mickaël Gelabale s’entraîne à Dallas, où il espère  se faire repérer par la franchise de la ville, les Mavericks de Dallas lors de la Summer League. Comme aucune proposition ne lui parvient, il tente de retourner en Espagne, trois ans après son départ du Real Madrid, au club promu d'Alicante, le CB Lucentum Alicante. Néanmoins, l'affaire ne se conclut pas, apparemment pour un problème de contrat.
Mickaël Gelabale retourne encore une fois aux États-Unis, où il participe à un camp d'été sur l'invitation des Lakers de Los Angeles. L'essai se révèle suffisamment concluant pour convaincre les Lakers de l'inclure dans leur camp d'entraînement (training camp) de pré-saison, avec à terme la perspective d'intégrer le groupe de l'équipe NBA,. Il n'est cependant pas conservé par les Lakers.
Le 22 novembre 2009, alors qu'il est sans club, il rejoint le Cholet Basket, son club formateur et remporte le championnat de France 2010. Il est élu MVP de la finale. Lors de l'intersaison suivante, il signe avec le club de l'ASVEL Lyon-Villeurbanne, club avec lequel il avait également été en contact avant de signer dans le club des Mauges.
Le 10 août 2011, Gelabale s'engage pour le Spirou Charleroi, champion de Belgique en titre, avec une clause libératoire en cas de contrat signé auprès d'une franchise NBA en cours de saison. Mais le 5 octobre 2011, il quitte Charleroi sans avoir joué le moindre match. Blessé lors de son arrivée au club, les tests médicaux ne lui permettent pas de valider le pré-contrat qu'il avait signé avec le club belge.
Pour garder le rythme, il s'entraîne à partir du mois de novembre avec le SLUC Nancy car sa compagne réside à Nancy. Le 13 décembre 2011, Gelabale se met d'accord pour un contrat d'un an avec le Khimki Moscou. Mais le 18 décembre 2011, il est recalé lors de la visite médicale en raison de l'état de sa cheville droite. Finalement, rassurés sur l'état de sa cheville, les dirigeants du Khimki Moscou le signent pour la fin de la saison 2011-2012. Il rejoint ensuite le Cedevita Zagreb pour le début de la saison 2012-2013 mais après l'élimination du club de l'Euroligue, il signe, en décembre 2012 jusqu'à la fin de la saison pour le Valencia BC qui est toujours en lice en Eurocup.
En janvier 2013, il s'engage avec les Timberwolves du Minnesota pour un contrat de dix jours. Le 20 janvier, il effectue ainsi son retour après cinq ans d'absence sur un parquet de NBA lors d'une rencontre face aux Rockets de Houston. Lors de ce match, il marque onze points, dont dix dans le dernier quart temps, capte quatre rebonds et délivre une passe en vingt-et-une minutes.
Le contrat de Mickaël Gelabale n'est pas prolongé et il est obligé de quitter Minnesota, il tournait à 5 points, 3 rebonds, et 1 passe cette saison.
Le 16 mai 2014, il fait partie de la liste des vingt-quatre joueurs pré-sélectionnés pour la participation à la Coupe du monde 2014 en Espagne.
Sans club en début de saison 2014-2015, il signe en novembre un contrat d'un mois avec le club de Strasbourg. Au terme de ce contrat, qui n'est pas prolongé, il signe pour la fin de saison avec le Limoges Cercle Saint-Pierre, avec qui il remporte le titre de champion de France.
Le 3 juillet 2015 il signe pour deux saisons au Mans Sarthe Basket, où il retrouvera son ancien coach de Cholet, Erman Kunter.
Il termine sa carrière en équipe de France après une défaite 92-67 en quart de finale des Jeux olympiques de Rio en 2016 face à l'Espagne. Lors de son assemblée générale en octobre 2016, il reçoit la médaille Robert Busnel, la plus haute distinction de la FFBB.
En octobre 2017, alors sans club pour le début de saison 2017-2018, il signe avec l'Élan Chalon. Il prolonge son contrat pour deux saisons supplémentaires au mois de juin 2020.
En avril 2023, Gelabale subit un accident vasculaire cérébral durant un entraînement, ce qui met fin prématurément à sa saison.
En août 2023, l'Élan Chalon décide de ne pas reconduire Gelabale pour la saison 2023-2024.

## Clubs successifs
- L'Étoile de l'Ouest de Pointe-Noire en Guadeloupe
- 1999-2002 :  Cholet Basket (LNB Espoirs)
- 2002-2004 :  Cholet Basket (Pro A)
- 2004-2006 :  Real Madrid (Liga ACB)
- 2006-2008 :  SuperSonics de Seattle (NBA)
- 2008000 0 :  Stampede de l'Idaho (D-League)
- 2009   000 :  D-Fenders de Los Angeles (D-League)
- 2009-2010 :  Cholet Basket (Pro A)
- 2010-2011 :  ASVEL Lyon-Villeurbanne (Pro A)
- 2011 (août-octobre) :  Spirou Charleroi (Ethias)
- 2012 0000 :  Khimki Moscou (Superligue de Russie)
- 2012 0000 :  Cedevita Zagreb
- 2012 0000 :  Valence BC
- 2013 0000 :  Timberwolves du Minnesota (NBA)
- 2013-2014 :  Khimki Moscou (Superligue de Russie)
- 2014 (novembre-décembre) :  Strasbourg IG (Pro A)
- 2015 :  Limoges CSP (Pro A)
- 2015-2017 :  Le Mans SB (Pro A)
- octobre 2017-2023 :  Élan chalonnais (Pro A puis Pro B)

## Palmarès

### En club
- Champion de France Cadets 1999/2000
- Vainqueur du Trophée du futur en 2000 et 2001
- Vainqueur de la Coupe de France Cadets en 2001
- Champion de France Cadets en 2001
- Finaliste de la Coupe d'Espagne en 2005
- Champion d'Espagne en 2005
- Premier de la Saison Régulière du Champion de France en 2010
- Champion de France en 2010 et 2015
- Vainqueur de l'EuroCoupe 2012
- Premier de la saison régulière du championnat Russe en 2012
- Finaliste du championnat Russe en 2012
- Vainqueur de la Coupe de France 2016

### Sélection nationale
- Médaille de bronze au championnat d'Europe 2005 à Belgrade
- 5e au Championnat du monde 2006 au Japon
- 13e au Championnat du monde 2010 en Turquie
- Médaille d'argent au championnat d'Europe 2011 en Lituanie.
- 6e aux Jeux olympiques d'été 2012 à Londres
- Médaillé d'or au championnat d'Europe 2013 en Slovénie.
- Médaille de bronze à la coupe du monde 2014 en Espagne.
- Médaille de bronze au championnat d'Europe 2015 en France.

### Distinctions individuelles
- Vainqueur du concours de dunks du tournoi international cadet de la Jeune France en 2001
- All-Star Espoirs LNB en 2002
- All-Star LNB en 2004, 2009 et 2010.
- Vainqueur du concours de dunk espagnol Liga ACB en 2004 et 2005
- Élu MVP de la finale 2010 des playoffs LNB[24].
- Meilleur marqueur français de Pro A 2010-2011
- MVP français de Pro A 2010-2011